# Aeropuerto Capitán FAP Renán Elías Olivera
El Aeropuerto Capitán FAP Renán Elías Olivera es un aeropuerto próximo a la ciudad de Pisco, en el departamento de Ica del Perú.
Es utilizado regularmente por las Fuerzas Armadas del Perú pero también puede recibir aviones civiles de gran capacidad debido a las características de su pista de aterrizaje. De hecho es utilizado como aeropuerto alterno al Aeropuerto Internacional Jorge Chávez del Callao, cerca a la capital del Perú, cuando las condiciones climáticas no permiten aterrizajes en esta ciudad (especialmente las nieblas muy densas y bajas).
En noviembre de 2008 albergó a varias aeronaves que llegaron con presidentes de diferentes países asistentes a la cita de APEC 2008 que se realizó en Lima, debido a la falta de espacio para estacionamineto de aeronaves en el aeropuerto principal.

## Actualidad
El futuro comercial de este aeropuerto es bastante promisorio pues su operación ha sido concesionado a una empresa privada ADP Perú, debido a que se ubica en una zona altamente turística como es la Bahía de Paracas que actualmente (año 2023) viene recibiendo inversiones hoteleras de gran magnitud. Su cercanía a la zona de las mundialmente famosas Líneas de Nazca refuerzan aún más las posibilidades de este aeropuerto para su uso como base de vuelos turísticos en aviones menores.
El entonces presidente Ollanta Humala inauguró las obras de modernización en el terminal aéreo de Pisco, cuya inversión ascendió a cerca de S/150 millones.
Asimismo el Distrito de San Andrés, lugar donde se encuentra este aeropuerto tendrá una oportunidad de desarrollo, comercial y desarrollo turístico para esta ciudad de pescadores artesanales, agricultores y comerciantes claro esta las autoridades aeroportuarias y de la región deben levantar las observaciones para su operación.

## Facilidades a la exportación
Una empresa privada viene preparando una inversión en equipos de refrigeración, importante para el desarrollo de nuevas rutas sucursales de exportación, con el objetivo de anticipar el aumento de exportaciones de perecederos que se prevé para los próximos años, eligiendo el renovado aeropuerto de Pisco.
Este es un proyecto a futuro, cuando empiece a aumentar el número de aeronaves y se convierta en una alternativa para la exportación. Este tipo de inversiones le dará la capacidad al aeropuerto para ampliar el espectro comercial, manejando pasajeros, carga seca y carga refrigerada, principalmente para la exportación.

## Accesos
El aeropuerto se encuentra ubicado en el kilómetro 231 de la autopista Panamericana Sur, en el Distrito de San Andrés, Provincia de Pisco, Departamento de Ica, Perú.
La Panamericana Sur es una autopista de doble vía, desde la salida de la capital hasta la ciudad  Ciudad de Pisco donde se ubica el aeropuerto.
Con la última modernización a la autopista, la distancia en automóvil desde Lima al aeropuerto de Pisco es aproximadamente de 2 horas y media.

## Obras en el Aeropuerto Capitán FAP Renán Elías Olivera

### Remodelación (2012-2016)
La terminal aérea, a cargo de Aeropuertos del Perú, entró en un proceso de remodelación que durará 32 meses y esperan convertirlo en un ‘hub’ sudamericano.
El lunes 3 de septiembre de 2012 empezaron las obras de la renovación del aeropuerto de Pisco, los trabajos durarán 32 meses y costarán S/.153 millones, inversión con la cual esperan convertirlo en un ‘hub’ y así poder competir con el Aeropuerto Internacional Jorge Chávez. Para tal fin, la remodelación ha empezado a trabajar en la plataforma para aviones y el terminal de pasajeros.
Este nuevo terminal presentará una moderna infraestructura y diseño arquitectónico, con todas las comodidades y espacios necesarios para un aeropuerto que podrá recibir vuelos nacionales e internacionales, cumpliendo con estándares mundiales.
Se proyecta que para el 2017 estarían atendiendo a 400 mil pasajeros. En Pisco no sólo se puede operar los vuelos turísticos a Nasca. Hay un potencial de rutas rentables como Lima-Pisco-Arequipa o Lima-Pisco-Cusco y una red de conexiones nacionales e internacionales que pueden partir desde esta base sureña.
Hasta ahora, Star Perú ha asegurado que implementará un vuelo chárter Lima-Pisco-Talara para una empresa petrolera, además de LC Perú, que iniciará vuelos turísticos desde Pisco a Nasca y Cusco este año.

#### Avance de la obra
A junio de 2013 se tiene ya invertido 50 millones de los 150 millones de soles de la obra total, la cual se concluirá en mayo de 2015, por otro lado se espera que la tarifa del aeropuerto sea 40% más barata que el Aeropuerto Internacional Jorge Chávez
El aeropuerto contará con dos salas de llegada (nacional e internacional), un sótano para el manejo del equipaje, un terminal de pasajeros y otro de carga. Además, habrá una zona comercial que incluirá tiendas, restaurantes y un pequeño museo en el que se promocionarán los principales atractivos de la región.
Se espera la entrega final de obras del aeropuerto el primer semestre del 2015. A septiembre de 2014, tenía un avance del 79%.
El alcalde del Distrito de San Andrés se viene reuniendo con el director ejecutivo de la empresa Aeropuertos del Perú, concesionaria del aeropuerto, para coordinar acciones conjuntas para mejorar las vías de acceso al terminal con vista al inicio de operaciones en el primer semestre del 2015.
El MTC ha anunciado que las obras del aeropuerto estarán listas en mayo de 2015 y que su inauguración será en junio de 2015. Se estima que tendrá una demanda de 400,000 pasajeros en 2017. Se indicó además que la autopista Chincha - Pisco (ciudad) estará lista en diciembre de 2015 y que la autopista Pisco (ciudad) - Ica estaría lista en junio de 2016.

#### Obras Concluidas
Según lo planificado por el concesionario AdP, las obras de remodelación del aeropuerto han concluido a fines de mayo del 2015 y espera que entre en operaciones en la última semana de junio del 2015, la inversión final ascendió a S/153 millones.
Tras la modernización el aeropuerto está dotado de una plataforma que permitirá el estacionamiento de seis aeronaves de categoría C (aviones tipo Airbus 319, Airbus 320 y Boeing 737), y 14 estacionamientos para aviones tipo B (de menor envergadura). Además tendrá de amplios terminales para pasajeros y carga.
Actualmente existe un mercado de pasajeros que llega a Pisco para visitar las Líneas de Nazca la idea es captar este mercado para que llegue directamente y que sirva además como puerta de entrada internacional al sur del Perú, este proceso debe durar aproximadamente de uno a dos años.
Para acelerar este proceso el concesionario al MTC un subsidio temporal de las rutas a Pisco. El concesionario también ha lanzado una convocatoria para otorgar en concesión el servicio de almacenaje de las cámaras de frío destinadas a la carga perecible con fines de exportación del aeropuerto de Pisco.

### Remodelación (2019-2021)
En febrero de 2019 AdP anunció la adjudicación y el inicio de la elaboración del expediente técnico para las obras de rehabilitación de las pistas y el cerco perimétrico del aeropuerto.
El expediente técnico estará a cargo del Consorcio Sener-Alauda, y contempla el inicio de las obras del proyecto "Inversión de Rehabilitación del Lado Aire e Inversión de Optimización del Cerco Perimétrico del Aeropuerto de Pisco", que demandará una inversión total de US$ 25 millones.
Las obras consisten en mejorar principalmente la infraestructura, tal que garantice la seguridad y la continuidad de las operaciones del Aeropuerto de Pisco". Es preciso señalar que el Consorcio Sener-Alauda, integrado por compañías con matriz en España, es ganadora de la licitación para la elaboración del expediente técnico, mas no para llevar a cabo  las obras de rehabilitación.
El Ministerio de Transportes y Comunicaciones (MTC) ha iniciado con la liberación de un total de 105 predios que serán utilizados en la modernización del Aeropuerto Internacional “Capitán FAP Renán Elías Olivera” de Pisco. El MTC pagó a cada familia, del distrito de San Andrés el monto de 20 mil 335 soles, conforme lo establece un Decreto Legislativo de julio de 2018.
Los 105 predios serán entregados a la concesionaria para que se inicie la ejecución de su plan de inversiones que permitirá la modernización del aeropuerto de Pisco, el mismo que contará con la ampliación del terminal de pasajeros, la extensión de la pista de aterrizaje, así como la construcción de calles de rodaje, de una estación de salvamento y extinción de incendios, y otras obras.

## Estadísticas
Ver fuente y consulta Wikidata.

## Aerolíneas y destinos

### Destinos nacionales
| Cuzco (1 destino, 1 aerolínea) |                                                   |                                    |
| Cuzco                          | Aeropuerto Internacional Alejandro Velasco Astete | LATAM Perú (planes de inicio 2026) |
| Lima (1 destino, 1 aerolínea)  |                                                   |                                    |
| Lima                           | Aeropuerto Internacional Jorge Chávez             | LATAM Perú (planes de inicio 2026) |

### Chárter
- Aerodiana: Líneas de Nazca[15]

## Vías de acceso

### Autopista Lima - Ica
El aeropuerto está conectado a la red nacional del Perú vía la red vial 6, parte de la Panamericana Sur, la cual opera desde Lima hasta Ica. La autopista de dos carriles en ambas direcciones llega hasta la localidad de Pisco, donde se encuentra el aeropuerto. El trayecto tiene una duración de 3 horas aproximadamente. Se tiene planificada la conclusión de las obras de ampliación de carrilles de la autopista hacia la ciudad de Ica.

### Conexión Ferroviaria
El MTC ha anunciado el desarrollo de un tren de cercanías entre Lima y Pisco. El Gobierno prevé desarrollar la implementación de un tren de cercanías para Lima, que integrará la zona sur de la ciudad capital con Pisco e Ica, señaló el titular del Ministerio de Transportes y Comunicaciones.
El mismo iría a una velocidad de 180 kilómetros por hora desde el distrito capitalino de Lurín hasta Pisco. La ruta representaría así una alternativa al transporte aéreo que los viajeros deben de utilizar para llegar a ese lugar. Con esto se busca potenciar el uso del aeropuerto de Pisco como una alternativa al Aeropuerto Internacional Jorge Chávez, el trayecto entre Pisco y Lima sería aproximadamente de 1 hora